# Kazimierz Wyrwas
Kazimierz Wyrwas ps. "Michał" (ur. 1905 w Piątnicy Poduchownej, zm. 14 czerwca 1944 na Porytowym Wzgórzu) – działacz komunistyczny, sekretarz II Obwodu (Lubelskiego Komitetu Obwodowego) PPR.

## Biografia
W 1925 wstąpił do KPP, od 1933 był sekretarzem Komitetu Dzielnicowego (KD) KPP, organizował manifestacje i strajki. W 1936 za działalność komunistyczną został skazany na 8 lat. Wydostał się z więzienia we wrześniu 1939, po czym we współpracy z Sowietami organizował w rodzinnej wsi czerwoną milicję i prowadził działalność na rzecz Międzynarodowej Organizacji Pomocy Rewolucjonistom. Po napaści Niemiec na ZSRR 22 czerwca 1941 uciekł w głąb ZSRR, gdzie został skierowany do szkoły partyjnej przy Komitecie Wykonawczym Międzynarodówki Komunistycznej w Puszkino koło Moskwy. Jesienią 1943 został przerzucony przez linię frontu na Polesie, gdzie działał oddział partyzancki im. Tadeusza Kościuszki (Pińska Brygada Partyzancka). Na początku stycznia 1944 wraz z oddziałem Armii Ludowej Leona Kasmana "Janowskiego" przeprawił się przez Bug, kierując się do lasów parczewskich, gdzie nawiązał łączność z kierownictwem II Obwodu PPR i AL, którego został członkiem. Przejściowo kierował 4 Okręgiem PPR, obejmującym północną Lubelszczyznę. W połowie stycznia przeszedł na południową Lubelszczyznę. W marcu 1944, po śmierci Jana Sławińskiego "Tyfusa" w walce z Niemcami w Kaznowie, został sekretarzem II Obwodu PPR. 14 czerwca 1944 zginął w walce z Niemcami w bitwie na Porytowym Wzgórzu.
Jego brat Michał, również działacz KPP, a następnie członek PPR, w latach 1940–1941 był przewodniczącym Rady Wiejskiej w Piątnicy, a po wojnie został funkcjonariuszem łomżyńskiego PUBP. Zginął 11 maja 1945 pod Wyrzykami w walce z oddziałem poakowskim dowodzonym przez Stanisława Marchewkę "Rybę".